# Городские населённые пункты Чувашии
Чувашская Республика включает 9 городских населённых пунктов — все они города, в том числе:
- 5 городов республиканского значения (в списке выделены оранжевым цветом),
- 4 города районного значения.

Помимо этого, имеются 7 посёлков городского типа, которые с декабря 2005 года учитываются как сельские населённые пункты при сохранении статуса пгт.

## Города
| № | название русское | название чувашское | герб | население (чел.) | площадь (км²)           | район / город республиканского значения |
| - | ---------------- | ------------------ | ---- | ---------------- | ----------------------- | --------------------------------------- |
| 1 | Чебоксары        | чув. Шупашкар      |      | ↗497 061         | 233                     | город Чебоксары                         |
| 2 | Новочебоксарск   | чув. Çĕнĕ Шупашкар |      | ↘120 361         | 72                      | город Новочебоксарск                    |
| 3 | Алатырь          | чув. Улатӑр        |      | ↘32 265          | 41                      | город Алатырь                           |
| 4 | Канаш            | чув. Канаш         |      | ↘44 354          | 18                      | город Канаш                             |
| 5 | Козловка         | чув. Куславкка     |      | ↘7781            | &&&&&&&&&&&&&&00.&&&&-0 | Козловский район                        |
| 6 | Мариинский Посад | чув. Сĕнтĕрвăрри   |      | ↘7851            | &&&&&&&&&&&&&&00.&&&&-0 | Мариинско-Посадский район               |
| 7 | Цивильск         | чув. Çĕрпӳ         |      | ↘12 762          | 13                      | Цивильский район                        |
| 8 | Шумерля          | чув. Çĕмĕрле       |      | ↘26 873          | 13                      | город Шумерля                           |
| 9 | Ядрин            | чув. Етĕрне        |      | ↘7918            | &&&&&&&&&&&&&&00.&&&&-0 | Ядринский район                         |

## Городские поселения
| № | название русское                | название чувашское | герб | население (чел.) | площадь (км²) | район             |
| - | ------------------------------- | ------------------ | ---- | ---------------- | ------------- | ----------------- |
| 1 | Вурнарское городское поселение  | чув. Вăрнар        |      | ↗10 522          |               | Вурнарский район  |
| 2 | Ибресинское городское поселение | чув. Йĕпреç        |      | ↘7254            |               | Ибресинский район |
| 3 | Урмарское городское поселение   | чув. Вăрмар        |      | ↘5290            |               | Урмарский район   |

## Посёлки городского типа

### Бывшие пгт c городским населением
- Буинск — пгт с 1938 года. С декабря 2005 года учитывается как сельский населённый пункт при сохранении статуса пгт[3].
- Вурнары — пгт с 1938 года. С декабря 2005 года учитывается как сельский населённый пункт при сохранении статуса пгт[3].
- Ибреси — пгт с 1938 года. С декабря 2005 года учитывается как сельский населённый пункт при сохранении статуса пгт[3].
- Киря — пгт с 1938 года. Преобразован в сельский населённый пункт в 2004 году.
- Козловка — пгт с 1938 года. Преобразован в город в 1967 году.
- Кугеси — пгт с 1985 года. С декабря 2005 года учитывается как сельский населённый пункт при сохранении статуса пгт[3].
- Новые Лапсары — пгт с 1979 года. С декабря 2005 года учитывается как сельский населённый пункт при сохранении статуса пгт[3].
- Сосновка — пгт с 1971 года. С декабря 2005 года учитывается как сельский населённый пункт при сохранении статуса пгт[3].
- Урмары — пгт с 1947 года. С декабря 2005 года учитывается как сельский населённый пункт при сохранении статуса пгт[3].
- Чапаевский — пгт с 1941 года. Включён в черту города Чебоксары в 1959 году.
- Шумерля — пгт с 1930 года. Преобразован в город в 1937 году.
- Южный — включён в черту города Чебоксары в 1959 году.